# Applied Mechanics Division
A Applied Mechanics Division (AMD) é uma divisão na Sociedade dos Engenheiros Mecânicos dos Estados Unidos (American Society of Mechanical Engineers - ASME). A AMD foi fundada em 1927, sendo Stephen Timoshenko o primeiro catedrático. Atualmente possui mais de 5 mil membros dentre os 90 mil membros da ASME.

## Publicações
- Newsletters of the Applied Mechanics Division
- Journal of Applied Mechanics
- Applied Mechanics Reviews

## Prêmios
- Medalha Timoshenko
- Medalha Warner T. Koiter
- Medalha Daniel C. Drucker
- Prêmio Thomas K. Caughey de Dinâmica
- Prêmio Ted Belytschko de Mecânica Aplicada
- Thomas J.R. Hughes Young Investigator Award

## Catedráticos
- 1927/1928 Stephen Timoshenko
- 1928/1929 G.M. Eaton
- 1931 A.L. Kimball
- 1932 G.B. Pegram
- 1933 John Moyes Lessells
- 1934 F.M. Lewis
- 1935 J.A. Goff
- 1936 E.O. Waters
- 1937/1938 Richard Soderberg
- 1940/1941 Den Hartog
- 1942 Hugh Latimer Dryden
- 1943/1944 J.H. Keenan
- 1945 James Norman Goodier
- 1946 H. Poritsky
- 1947 H.W. Emmons
- 1948 W.M. Murray
- 1949 M. Golan
- 1950 R.P. Kroon
- 1951 Lloyd Hamilton Donnell
- 1952 R.E. Peterson
- 1953 D. Young
- 1954 Nathan M. Newmark
- 1955 Nicholas Hoff
- 1956 Raymond Mindlin
- 1957 M. Hetenyl
- 1958 W. Ramberg
- 1959 William Prager
- 1960 S.B. Batdorf
- 1961/1962 A.M. Wahl
- 1963 Eric Reissner
- 1964 Daniel Drucker
- 1965 George Carrier
- 1966 M.V. Barton
- 1967 R. Plunkett
- 1968 P.G. Hodge, Jr.
- 1969 Stephen Harry Crandall
- 1970 H.N. Abramson
- 1971 S. Levy
- 1972 Paul Naghdi
- 1973 J. Kestin
- 1974 George Herrmann
- 1975 B.A. Boley
- 1976 J. Miklowitz
- 1977 Yuan-Cheng Fung
- 1978 F. Essenburg
- 1979 Richard Skalak
- 1980 Ronald Rivlin
- 1981 R.M. Christensen
- 1982 R.C. DiPrima
- 1983 William G. Gottenberg
- 1984 Charles R. Steele
- 1985 Jan Achenbach
- 1986 Michael M. Carroll
- 1987 James Robert Rice
- 1988 Thomas L. Geers
- 1989 Sidney Leibovich
- 1990 Michael J. Forrestal
- 1991 Ted Belytschko
- 1992 William S. Saric
- 1993 David B. Bogy
- 1994 L.B. Freund
- 1995 John W. Hutchinson
- 1996 Thomas A. Cruse
- 1997 Carl T. Herakovich
- 1998 Stanley A. Berger
- 1999 Lallit Anand
- 2000 Alan Needleman
- 2001 Thomas J.R. Hughes
- 2002 Dusan Krajcinovic
- 2003 Stelios Kyriakides
- 2004 Pol Spanos
- 2005 Mary C. Boyce
- 2006 Wing Kam Liu
- 2007 Thomas N. Farris
- 2008 K. Ravi-Chandar
- 2009 Dan Inman
- 2010 Zhigang Suo
- 2011 Tayfun Tezduyar
- 2012 Ares J. Rosakis
- 2013 Ken Liechti

## References
- P.M. Naghdi, A brief history of the Applied Mechanics Division of ASME.  Journal of Applied Mechanics 46, 723-794.
- Bylaws of Applied Mechanics Division